# Cordão do Boitatá
Cordão do Boitatá é um bloco do Carnaval do Rio de Janeiro, fundado em 1996.
Criado por estudantes e músicos, toca na Praça XV, no Centro do Rio. Mesmo não fazendo parte da programação oficial de blocos da cidade, foi um dos responsáveis pela revitalização do carnaval de rua carioca. Todos os anos atrai milhares de foliões para suas apresentações, que chegam a durar sete horas, sempre no domingo de carnaval.

## Boi Tolo
No carnaval de 2006, o Boitatá não se apresentou no domingo, como sempre, e sim na segunda-feira, frustrando um grupo de foliões que chegou à Praça 15 no domingo esperando ver o bloco. Parte deles, então, fundou um outro bloco, o Cordão do Boi Tolo, que passou a desfilar também no Centro do Rio.
Em 2012, o Cordão do Boitatá apadrinhou um novo bloco, o Amigos da Onça.